# Harpobittacus nigratus
Harpobittacus nigratus är en näbbsländeart som beskrevs av Navás 1932. Harpobittacus nigratus ingår i släktet Harpobittacus och familjen styltsländor. Inga underarter finns listade i Catalogue of Life.